# Кортес, Сергей Альбертович
Серге́й Альбе́ртович Корте́с (бел. Сярге́й Альбе́ртавіч Картэ́с, первоначальная фамилия Шостаковский; 18 февраля 1935 — 26 июня 2016) — белорусский композитор. Заслуженный деятель искусств Белорусской ССР (1980). Лауреат Государственной премии Белорусской ССР (1982). Народный артист Беларуси (1999). Член Белорусского союза композиторов.

## Биография
Родился 18 февраля 1935 года в Сан-Антонио, Чили. Мать — Людмила Павловна Кортес (урождённая Шостаковская, 1910—?) — филолог, автор учебных пособий и трудов по английской и американской литературе. В 20-е годы XX века семья матери эмигрировала из России в Чили. Отец С. А. Кортеса — чилиец.
Первые 20 лет жизни провёл в Аргентине. Начал заниматься музыкой в Буэнос-Айресе у пианиста Якова Александровича Фишера (1896—1978), уроженца Одессы и выпускника Санкт-Петербургской консерватории. В 1947 году его приёмный дед Павел Петрович Шостаковский (сын пианиста П. А. Шостаковского) подал на всю семью прошение о советском гражданстве. Приезд в СССР стал возможным в 1955 году. Местом проживания был определён Минск.
Окончил Белорусскую государственную консерваторию им. А. В. Луначарского по классу композиции профессора А. В. Богатырёва (1962) и ассистентуру-стажировку (1969) под руководством  Н. И. Пейко.
В 1961 году — заведующий музыкальной частью и дирижёр Белорусского республиканского театра юного зрителя, с 1965 года — заведующий музыкальной частью Государственного русского драматического театра имени М. Горького, с 1966 года — Белорусского государственного театра имени Я. Купалы. С 1972 года — музыкальный редактор, в 1981—1992 годы — главный музыкальный редактор киностудии «Беларусьфильм». С 1991 года — художественный руководитель оперной труппы Государственного театра оперы и балета. В 1996 году учреждение было разделено на два самостоятельных театра: оперы и балета. Кортес возглавил первый из них. В 1996—2002 годы — директор-художественный руководитель Национального театра оперы.
Похоронен на Восточном кладбище в Минске.

## Семья
- Дед — Борис Николаевич Благовещенский, присяжный поверенный[5].
- Прадед — Николай Иванович Раевский  (1835—1898), педагог, автор учебников по естествознанию, ботанике, географии.
- Прадед — присяжный поверенный, титулярный советник Александр Фёдорович Кричевский, юрисконсульт и член совета директоров акционерного промышленного общества «Братья Леонтьевы», юрисконсульт Сибирского торгового банка, Второго Санкт-Петербургского общества взаимного кредита, председатель правления Южно-русского солепромышленного общества, директор товарищества Головшинского свёклосахарного завода графа Толстого, председатель администрации российского таксомоторного общества, член правлений Нефтепромышленного общества «Петро-Баку» и товарищества Харьковского сахарорафинадного завода[6][7].

## Награды и звания
- Заслуженный деятель искусств Белорусской ССР (1980)
- Государственная премия Белорусской ССР (1982) за музыку к кинофильму «Возьму твою боль»
- Народный артист Республики Беларусь (1999)
- Третья премия Всесоюзного конкурса оперного искусства (1977)
- Диплом за талантливую работу в области киномузыки на XII смотре-конкурсе фильмов киностудии «Беларусьфильм» (1984)

## Творчество
Автор нескольких десятков музыкальных партитур к драматическим спектаклям, поставленным в разные годы в Купаловском, Коласовском, Русском, Молодёжном театрах, в Театре юного зрителя. В декабре 2009 года состоялись премьеры одноактных опер композитора в Московском государственном академическом камерном музыкальном театре им. Б. А. Покровского.
Создатель инструментальных, а также вокальных и вокально-симфонических циклов произведений на стихи Я. Купалы, М. Танка, Г. Лорки, Н. Гильена, Ж. Ленуара и Е. Евтушенко. Авторству С. А. Кортеса принадлежит также пять опер: «Джордано Бруно», «Матушка Кураж», «Визит дамы», а также одноактные «Юбилей» и «Медведь» по произведениям А. Чехова, а также балет «Последний Инка».
Будучи главным музыкальным редактором киностудии «Беларусьфильм» в 80-е годы XX века, написал музыку к ряду фильмов белорусской киностудии.
С. Кортесу посвящён документальный фильм «Кортес» (1997, режиссёр Е. Ростиков).

### Сочинения
- Сценические произведения: Оперы: «Джордано Бруно» (1977, либретто В. Халип); «Матушка Кураж» (1980, либретто В. Халип, С. Штейн по пьесе Б. Брехта «Матушка Кураж и её дети»); «Визит дамы» (1989, либретто В. Халип, по пьесе Ф. Дюрренматта); «Юбилей» (2001, либретто В. Халип, по пьесе А. Чехова); «Медведь» (2007, либретто В. Халип, по пьесе А. Чехова). Балет «Последний инка» (1987, либретто Г. Эрер, Р. Рейман). Хореографические миниатюры: «К звёздам» (1967), «Вьетнам» (1969, либретто О. Дадишкилиани).
- Вокально-инструментальная музыка: Оратория «Песня о Кубе» для баритона соло, смешанного хору и симфонического оркестра (слова Н. Гилевича, 1961), оратория-поэма «Памяці паэта» для чтецов, двух солистов, двух хоров и симфонического оркестра (слова Я. Купалы, 1972). Сюиты: «Кураж» («Сцэны з часоў трыццацігадовай вайны») из оперы «Матушка Кураж» для солистов, хора и симфонического оркестра (1984), из оперы «Визит дамы» для солистов, хора и симфонического оркестра (1991), «Закон захавання матэрыі» для тенора, баритона и оркестра (1985). Вокально-симфоническая поэма «Пепел» для солиста и оркестра (слова Э. Межелайтиса, 1966), драматические фрески «Еретик» по опере «Джордано Бруно» для солистов, хора и оркестра (слова В. Халип, 1975), детский показ «Бай прыдумаў» для хора мальчиков и симфонического оркестра (слова Р. Бородулина, 1975).
- Оркестровая музыка: Для симфонического оркестра: Вариации на белорусскую тему (1960), Симфоническая баллада (1961), Фантазия на белорусские темы (1962), Увертюра к испанской комедии (1986), две сюиты из балета «Последний инка» (1988). Концерт для фортепьяно с оркестром «Капричас» (1969). Для струнного оркестра: Музыка для струнных (1970). Для оркестра народных инструментов: Увертюра (2-я редакция Симфонической фантазии на белорусские темы, 1972).
- Камерно-инструментальная музыка: Для скрипки и фортепьяно: Ноктюрн (1960), «Игра», «Сказка» (1968). Для фортепьяно. Сюиты: «Контрасты» (1970), «Сказка» (1972); Соната (1960, 2-я ред., 1970), Токката (1978). Сюита для цимбал и фортепьяно (1968), Юмореска для трубы и фортепьяно (1972, 2-я ред., 1988), Две пьесы для виолончели и фортепьяно (1979), сюита для гобоя «Маски» (1979).
- Вокальная музыка: Для хора без сопровождения: «Будзе навальніца» (слова Я. Коласа, 1972). Для голоса с сопровождением. Романсы: «Крані струну» (слова А. Александровича, 1960), «К женщине» (слова Б. Пастернака, 1985); монолог «Уходят матери» (слова Е. Евтушенко, 1973); баллады: «Охота на людей» (слова Н. Ленуара, 1963), «Бредёт человек» (слова Р. Яковского, 1973); циклы: дыптых «Умирает солдат», «Поклонись им по-русски» (слова Э. Межелайтиса и Ю. Друниной, 1967), «Чатыры паэмы» (слова А. Вертинского, 1968), «Весёлые детские песни» (слова С. Маршака, 1973), «Четыре серенады» (слова У. Шекспира, 1978), «Расставание» (слова Ф. Г. Лорки, пер. P. Бородулина, 1979), «Закон захавання матэрыі» (слова М. Танка, 1984). Песни: «Песня о комсомоле» (слова В. Бойки), «Спартландыя» (слова А. Вольского), «Я ўдзячны лесу» (слова Г. Буравкина), «Я верю» (слова М. Ясеня).
- Музыка к драматическим спектаклям: «Сон в летнюю ночь» (У. Шекспир, 1960). «Зайка-зазнайка» (С. Михалков, 1961). «Два клёна» (Е. Шварц, 1963). «Русские люди» (К. Симонов, 1963). «Мой бедный Марат» (А. Арбузов, 1965). «Куда идешь, Сергей?» (А. Мавзон, 1965). «Дети солнца» (М. Горкий, 1966). «Выклік багам» (A. Делендик, 1966). «Сэрца на далоні» (И. Шамякин, 1966). «Блокада» (В. Иванов, 1967). «Клоп» (В. Маяковский, 1968). «Гроссмейстерский бал» (И. Штемлер, 1968). «Голый король» (Е. Шварц, 1969). «Метель» (Л. Леонов, 1969). «Што той салдат, што гэты» (Б. Брехт, 1969). «Ограбление в полночь» (Н. Митрович, 1969). «Правду! Ничего, кроме правды!» (Д. Аль, 1970). «Белеет парус одинокий» (В. Катаев, 1970). «Много шума из ничего» (У. Шекспир, 1971). «Без вины виноватые» (А. Островский, 1971). «Трибунал» (А. Макаёнок, 1981). «Раскіданае гняздо» (Я. Купала, 1972). «Лесвіца славы» (Э. Скриб, 1972). «Горячее сердце» (А. Островский, 1973). «Віцебскія званы» (В. Короткевич, 1974). «Брама неўміручасці» (К. Крапива, текст песен А. Вольского, 1974). «Протокол одного заседания» (А. Гельман, 1975). «Святая прастата» (А. Макаёнок, 1975). «Провинциальные анекдоты» (А. Вампилов, 1975). «Характеры» (В. Шукшин, 1975). «Украли кодекс» (А. Петрашкевич, 1976). «Разгром» (А. Фадеев, 1977). «Оптимистическая трагедия» (В. Вишневский, 1977). «И птицы умолкли» (И. Шамякин, 1978). «Не страляйце ў белых лебедзяў» (Б. Васильев, 1978). «Трывога» (А. Петрашкевич, 1978). «Кастусь Каліноўскі» (В. Короткевич, 1979). «Ревнивая к самой себе» (Тирсо де Молино, 1979). «Ретро» (А. Гельман, 1980). «Соль» (А. Петрашкевич, 1981). «Вишневый сад» (А. Чехов, 1981). «Русь Кіеўская» (A. Петрашкевич, 1982). «Парог» (А. Дударев, 1983). «Гаспадар» (А. Делендик, 1984). «Вечар» (А. Дударев, 1984). «Тэатр – любоў мая» (В. Петров, 1985). «Хитроумная влюбленная» (Лопе де Вега, 1985). «Апошні журавель» (А. Дударев, А. Ждан, 1986). «Мудрамер» (Н. Матуковский, 1987). «Фаворит» (В. Пикуль, Г. Бадыкин, 1988). «Катастрофа» (А. Петрашкевич, 1988). «Дальше, дальше, дальше» (М. Шатров, 1989). «Господин Макенготт» (П. Вайс, 1989). «И аз воздам...» (В. Кузнецов, 1990). «Вена» (А. Дударев, В. Микляев, 1990). «Трактирщица» (К. Гольдони, 1991). «Отравленная туника» (Н. Гумилёв, 1991). «Цацкі ўцяклі» (Дж. Родари, 1991).

### Композиторская фильмография
- 1971 — «Па шчасце, па сонца» (по мотивам произведений Я. Купалы)
- 1973 — «Красный агат» (режиссёр Борис Шадурский)
- 1974 — «Приключения в городе, которого нет» (режиссёр Леонид Нечаев)
- 1976 — «Сын председателя» (режиссёр Вячеслав Никифоров)
- 1976 — «Спроси себя» (режиссёр Станислав Третьяков)
- 1978 — «Дожди по всей территории» (режиссёр Владимир Шмаков)
- 1980 — «Буквы на мраморе»
- 1980 — «Возьму твою боль» (режиссёр Михаил Пташук, экранизация одноименного романа Ивана Шамякина)
- 1981 — «Раскиданное гнездо» (режиссёр Борис Луценко)
- 1983 — «Чёрный замок Ольшанский» (режиссёр Михаил Пташук, экранизация одноименного романа Владимира Короткевича)
- 1983 — «Сад» (режиссёр Виталий Четвериков)
- 1983 — «Обуза» (режиссёр Ефим Грибов)
- 1986 — «Полёт в страну чудовищ» (режиссёр Владимир Бычков)
- 1971 — «За счастьем, за солнцем» (телеспектакль, экранизация по мотивам произведений Янки Купалы)
- 1972 — «В день зарплаты» (документальный)
- 1985 — «Возвращение в первый снег» (документальный)
- 1974 — «Алёнкин цыплёнок» (анимированный, режиссёр Лев Шукалюков)
- 1976 — «Косарь-богатырь» (анимированный, режиссёр Лев Шукалюков)
- 1976 — «Спроси себя» (телефильм, режиссёр Станислав Третьяков)
- 1978 — «Он прилетал лишь однажды» (анимированный, режиссёр Татьяна Житковская)
- 1981 — «Котёнок Филя и…» (анимированный, режиссёр Татьяна Житковская)
- 1987 — «Осторожно! Караси!» (анимированный, режиссёр Виктор Довнар)[8].